# Ojo de Agua de Otates
Ojo de Agua de Otates är en ort i Mexiko.   Den ligger i kommunen Santa Cruz de Juventino Rosas och delstaten Guanajuato, i den centrala delen av landet, 240 km nordväst om huvudstaden Mexico City. Ojo de Agua de Otates ligger 1 857 meter över havet och antalet invånare är 227.
Terrängen runt Ojo de Agua de Otates är varierad. Runt Ojo de Agua de Otates är det ganska tätbefolkat, med 160 invånare per kvadratkilometer. Närmaste större samhälle är Santa Cruz de Juventino Rosas, 5,7 km söder om Ojo de Agua de Otates. Trakten runt Ojo de Agua de Otates består till största delen av jordbruksmark.